# Defending Our Lives
Defending Our Lives est un documentaire américain réalisé par  Margaret Lazarus et Renner Wunderlich.
Il a remporté l'Oscar du meilleur court métrage documentaire en 1994.

## Synopsis
Le sujet est l'importance des violences familiales aux États-Unis.

## Fiche technique
- Réalisation : Margaret Lazarus (en) et Renner Wunderlich (en)
- Production :  Cambridge Documentary Films
- Durée : 30 minutes
- Date de sortie : 4 mars 1994